# Sajdik Ferenc
Sajdik Ferenc (Neuenhagen bei Berlin, 1930. augusztus 21. –) a Nemzet Művésze címmel kitüntetett, Kossuth-díjas magyar grafikus, karikaturista. Hozzávetőleg 300 könyvhöz készített illusztrációt.

## Életpályája
Saját elmondása szerint örökké vidám családba született. Édesanyja balerina, édesapja – Sajdik Sándor, nevét Dunakeszin utca viseli – sikeres zsoké volt. Gyermekkorát különböző országokban töltötte, többek között Németországban, Görögországban.
Az elemi iskolát Görögországban, a polgárit Dunakeszi-Alagon folytatta. A Török Pál utcai Iparrajziskolában, majd a Grafikai Iparrajziskolában tanult és nyomdásznak készült. A rajziskolában meglátott egy nyomtatáshoz használt klisét és azon Pintér Jenő karikatúra-sorozatát. Ekkor egyik pillanatról a másikra döbbent rá arra, hogy az ő pályája alighanem a karikatúra lesz, mint később nyilatkozta az MTI-nek „Valószínűleg eljutottam volna ide egyébként is, mert humoros rajzokat gyerekkorom óta rajzolgattam”. 1949-től egy nyomdában volt litográfus, ahol nevető és síró fejekkel kezdte a rajzolást.
1955-ben a Rádió- és Televízióújság tördelője és rajzolója lett, és nemsokára közölni kezdte karikatúráit az 1960-as években hetente félmilliós példányszámban megjelenő vicclap, a Ludas Matyi, majd 1965-ben belső munkatársa lett a szatirikus hetilapnak. Harminc éven át hétről hétre ontotta a szellemes rajzokat.
1990 után – a rendszerváltást követően – a Ludas Matyi napjai meg lettek számlálva. A munkatársak sokáig szerették volna életben tartani a lapot, de a szigorodó financiális feltételek rendre ellehetetlenítették próbálkozásaikat, így hát szétszéledtek. Sajdik karikatúrái még hosszú évekig megjelentek számos magazinban és napilapban – többek között a Képes7 című hetilapban is –, de mindinkább a rajzfilm került munkásságának homlokterébe. Híres és máig igen népszerű rajzfilmsorozatai: A nagy ho-ho-horgász és a Pom Pom meséi. Csukás István meseíróval tökéletes szerzőpárost alkottak évtizedeken keresztül. Olyan halhatatlan rajzfilmfigurákat teremtettek együtt, mint Radírpók, Festéktüsszentő Hapci Benő, Óriástüdejű Levegőfújó, Bátor Tintanyúl, Lesbőltámadó Ruhaszárítókötél vagy a kedves, csokoládéért rajongó madár Gombóc Artúr, a Pom Pom meséi című rajzfilmsorozatból.
Így nyilatkozott 2012-ben Muzsay Andrásnak adott interjújában rajzolói ars poeticájáról: „Én nem a valóság, hanem a képzelet után alkotok. Ez valahogy belülről jön, mert igazából ösztönösen rajzolok. De végül is a rajzolást a ceruzára kell hagyni, én csak mozgatom azt.”  Pályáján átível az általa illusztrált könyvek sora. Gyermek- és ifjúsági kötetek, pénzügyi vagy épp egészségügyi témák – Sajdik Ferenc grafikáinak stílusa kompakt módon illeszkedik minden műfajhoz. A komoly könyvek élét elveszi, a humorosat még szórakoztatóbbá teszik rajzai.
Egy váci műgyűjtő, Papp László unszolására kezdett táblaképeket festeni. Ezek, valamint kis méretű, írókat, költőket, művészeket ábrázoló, applikációkkal kombinált portréi jelentik ma tevékenységének fő csapásirányát. Vácott több mint száz táblaképéből állandó kiállítás tekinthető meg. A Váci Mosolyalbum – Sajdik Ferenc életművét bemutató múzeumi gyűjtemény – az ország legszebb barokk terén nyílt meg. Képeinek stílusjegyeivel megteremtette azt a sajátos „sajdikos” világot, amellyel műveinek szemlélőit elvarázsolta.
Pályafutása során az ezernyi újságrajz mellett több száz kötetet illusztrált, ill. tucatnyi szerzői albumot is közreadott.
Felesége Könyvesi Mária, akit 16 évesen ismert meg és hét év múlva vett feleségül. Két lányuk született.

## Önálló kötetei, főbb művei
- Galéria; Corvina, Bp., 1978
- Hát (m)ilyenek a kutyák?; Móra, Bp., 1983
- Hát (m)ilyenek a madarak?; Móra, Bp., 1984
- Hát (m)ilyenek a lovak?; Móra, Bp., 1985
- Hát (m)ilyenek a macskák?; Móra, Bp., 1987
- Nagy faxkönyv. 60 faxon elküldhető karikatúra; Dialóg, Pécs, 1998
- Sajdik Ferenc; Ábra, Bp., 2003 (Névjegy)
- Sziporkák; Gar-Wind Bt., Ócsa, 2012 (Fekete fehér képregénymúzeum)
- Hát (m)ilyenek az állatok? Kutyák és ormányos bogarak; Holnap, Bp., 2017 ISBN 9789633491782
- Hát (m)ilyenek az állatok? Oroszlánok és vastagbőrűek; Holnap, Bp., 2017
- Hát (m)ilyenek az állatok? Madarak és halak; Holnap, Bp., 2018, ISBN 9789633492178
- A varázsló felemeli ceruzáját. Sajdik Ferenc karikatúrái; Szülőföld, Gencsapáti, 2018 ISBN 9786155847264
- Budavári barangolás. A Bécsi kapu tértől a Dísz térig; Holnap, Bp., 2019
- Budapest 30 (Búza Péterrel); Holnap, Bp., 2020
- Nagy emberek kis történetei; Nero Blanco Comix, Bp., 2021
- Gyerekkorom Dunakeszije; Dunakeszi Város Önkormányzata, Dunakeszi, 2021
- Vivát Petőfi! Élet-rajzok; Holnap, Bp., 2022
- Mosolygó Sándor és Somolygó János. Petőfi Sándor és Arany János versei; ill. Sajdik Ferenc; Holnap, Budapest, 2023
- A helység kalapácsa. Hősköltemény négy énekben. Petőfi Sándor verse; ill. Sajdik Ferenc; Holnap, Budapest, 2023

## Filmek
- La Fontaine-sorozat
- Pom Pom meséi
- A nagy ho-ho-horgász
- Bontott csirke, reklámfilmsorozat
- Moto perpetuo (rendezte Vajda Béla)
- Figura Ternei
- Hát (m)ilyenek az állatok?

## Díjak, elismerések (válogatás)
- Munkácsy Mihály-díj (1977)
- Érdemes művész (1988)
- Szegedi Nyári Tárlat díja (1997)
- IV. Magyar Karikatúra Művészeti Fesztivál 1. díj (2000)
- Budapest díszpolgára (2006)
- Prima Primissima díj (képzőművészet kategória, 2012)
- Kossuth-díj (2013)
- Hazám-díj (2014)[15]
- Magyar Örökség díj (2017)
- Dunakeszi díszpolgára (2018)[16]
- A Nemzet Művésze (2023)[2]